# 2006-os amatőr ökölvívó-Európa-bajnokság
A 36. amatőr ökölvívó-Európa-bajnokságot 2006. július 13–tól 23-ig rendezték meg a bulgáriai Plovdiv városában.  Az Európa-bajnokságokon a küzdelmek egyenes kieséses rendszerben zajlottak és mindkét elődöntő vesztese bronzérmet kapott. A kontinensviadalt az Európai Bokszszövetség (EABA) szervezte.

## Érmesek
- Káté Gyula bronzérmet szerzett kisváltósúlyban.
- Bedák Zsolt bronzérmet szerzett harmatsúlyban.

| 2006. évi amatőr ökölvívó-Európa-bajnokság érmesei |                                   |                                 |                                                                      |
| Versenyszám                                        | Arany                             | Ezüst                           | Bronz                                                                |
| Szupernehézsúly                                    | Iszlam Timurzijev (Oroszország)   | Robert Helenius (Finnország)    | Kurban Gunebakan (Törökország) Kubrat Pulev (Bulgária)               |
| Nehézsúly                                          | Denisz Pojacika (Ukrajna)         | Roman Romancsuk (Oroszország)   | Elchin Alizade (Azerbajdzsán) Alexander Povernov Németország         |
| Félnehézsúly                                       | Artur Beterbijev (Oroszország)    | Iszmail Szillah (Ukrajna)       | Kenneth Egan (Írország) Constantin Bejenaru (Románia)                |
| Középsúly                                          | Matvej Korobov (Oroszország)      | Rakib Bejlarov (Azerbajdzsán)   | Olekszandr Uszik (Ukrajna) Fundo Mhura (Skócia)                      |
| Váltósúly                                          | Andrej Balanov (Oroszország)      | Szpasz Genov (Bulgária)         | Olekszandr Sztreckij (Ukrajna) Kahaber Jvania (Grúzia)               |
| Kisváltósúly                                       | Borisz Georgijev (Bulgária)       | Oleg Komisszarov (Oroszország)  | Ionuț Gheorghe (Románia) Káté Gyula (Magyarország)                   |
| Könnyűsúly                                         | Alekszej Tyiscsenko (Oroszország) | Hracsik Javakjan (Örményország) | Vazgen Szafarjanc (Fehéroroszország) Olekszandr Kljucsko (Ukrajna)   |
| Pehelysúly                                         | Albert Szelimov (Oroszország)     | Sahin Imranov (Azerbajdzsán)    | Stephen Smith (Anglia) Alekszej Sajdulin (Bulgária)                  |
| Harmatsúly                                         | Ali Alijev (Oroszország)          | Detelin Dalaklijev (Bulgária)   | Mirsad Ahmeti (Horvátország) Bedák Zsolt (Magyarország)              |
| Légsúly                                            | Georgij Balaksin (Oroszország)    | Szamir Mammadov (Azerbajdzsán)  | Bato-Munko Vankejev (Fehéroroszország) Jérôme Thomas (Franciaország) |
| Papírsúly                                          | David Ajrapetján (Oroszország)    | Alfonso Pinto (Olaszország)     | Mumin Veli (Macedónia) Hovhannesz Danieljan (Örményország)           |